# Claudius Dabon
Claudius Dabon (1804 – 18. února 1874 Taufkirchen an der Pram) byl rakouský politik německé národnosti z Horních Rakous, v 60. letech 19. století poslanec Říšské rady.

## Biografie
Byl statkářem v Taufkirchen an der Pram. V době svého působení v parlamentu se uvádí jako Claudius Dabon, statkář v Taufkirchenu.
Počátkem 60. let se zapojil i do vysoké politiky. V zemských volbách v roce 1861 byl zvolen na Hornorakouský zemský sněm za kurii venkovských obcí, obvod Schärding. Patřil mezi německé liberální politiky (tzv. Ústavní strana, liberálně a centralisticky orientovaná).
Působil také coby poslanec Říšské rady (celostátního parlamentu Rakouského císařství), kam ho delegoval Hornorakouský zemský sněm roku 1861 (Říšská rada tehdy ještě byla volena nepřímo, coby sbor delegátů zemských sněmů).
Zemřel v únoru 1874.